# 26842 Hefele
26842 Hefele là một tiểu hành tinh vành đai chính với chu kỳ quỹ đạo là 1963.7453337 ngày (5.38 năm).
Nó được phát hiện ngày 2 tháng 10 năm 1991.